# Protohynobius puxiongensis
Pseudohynobius puxiongensis là một loài kỳ giông thuộc họ Hynobiidae. Nó là đại diện duy nhất của chi Protohynobius which is monotypic to the subfamily Protohynobiinae.
Đây là loài đặc hữu của Trung Quốc.
Môi trường sống tự nhiên của chúng là rừng ôn đới and man-made carxtơ.
Chúng hiện đang bị đe dọa vì mất môi trường sống.